# Дев'ять життів Нестора Махна
Дев'ять життів Нестора Махна (рос. Де́вять жи́зней Не́стора Махно́) — багатосерійний телевізійний історичний фільм режисера Миколи Каптана. Міні-серіал 2005 року, трансльований на каналі ORT й RTVi у Росії. Він триває 540 хвилин. Став доступний у форматі DVD-дисків (комплект 6 дисків).
Виробництво: Кінокомпанія «ДомФільм» за участю Кіностудії «Еврофільм-сервіс». Серіал складається з 12 серій. Прем'єра відбулася 6 липня 2007 року на Першому каналі. Фільм знятий за однойменним романом Ігоря Болгарина і Віктора Смирнова.
Зйомки проходили в Переяславі-Хмельницькому, Білій Церкві, с. Малополовецьке (сцени битв і кінних нальотів), Кам'янці-Подільському (сцени м. Катеринослава), Бершаді, Гайвороні, Дніпропетровську, Парижі та Києві — сцени життя Махно в еміграції).

## Сюжет
Фільм оповідає про життя українського анархіста Нестора Махно та його «Революційну повстанську армію». Детально описуються основні віхи біографії революціонера-анархіста: вступ до групи бойовиків-експропріаторів у період Першої російської революції, арешт, «тюремні університети», з яких він вийшов після амністії 1917 р. вже сформованим революціонером. Його перші кроки по організації комун в Гуляйпільському районі, формування повстанських загонів, з яких виросла Махновська армія, що вплинула на шерег подій громадянської війни. Розгром, еміграція і поступове згасання на чужині, у Франції.

## У ролях
- Павло Дерев'янко — Нестор Махно
- Ада Роговцева — Євдокія Матвіївна, мати Н. Махно
- Лідія Оболенська — перша дружина Н. Махно Анастасія Васецька
- Ганна Слю[1] — друга дружина Нестора Галина Кузьменко
- Данило Бєлих — Федос Щусь, соратник Н. Махно
- Олег Примогенов — Льова Задов
- Олександра Половинська — донька Махно, Люсі
- Ганна Уколова — Маруся Нікіфорова
- Ігор Старосельцев — Ленін
- Арсеній Ковальський — Яків Свердлов
- Євген Князєв — Лев Троцький
- Володимир Голосняк — генерал Слащов
- Анатолій Гнатюк — генерал Шкуро
- Олексій Вертинський — генерал Врангель
- Олександр Безсмертний — генерал Денікін
- Валерій Шептекіта — Кропоткін
- Сергій Гаврилюк — Дибенко
- Станіслав Боклан — Антонов-Овсієнко
- Людмила Смородина — Олександра Колонтай
- Валерій Шалига — Фрунзе
- Федір Ольховський — Каменєв
- Сергій Кучеренко — отаман Григор'єв
- Валерій Легін — Віктор Черниш (прототип — Віктор Білаш)
- Володимир Задніпровський — Лейба, глава єврейської колонії в Гуляйполі
- Сергій Романюк — пан Данилевський

## Кіноляпи
Зйомки відбувалися влітку. В наслідку чого на тлі зелені відбуваються події січня-березня 1918 р. (повстання Каледіна, звільнення Києва від московсько-більшовицьких військ силами армії УНР та Німечиини), штурм червоними Криму (листопад 1920 р.).
В одній зі сцен 3 серії можна побачити учасника знімальної групи в червоній кепці.

## Знімальна група
- Автори сценарію: Ігор Болгарин і Віктор Смирнов
- Режисер-постановник: Микола Каптан
- Композитори: Павло Крахмальов, Ігор Мельничук
- Продюсер: Володимир Досталь
- Виконавчі продюсери: Фелікс Клейман та Віктор Приходько

## Нагороди та номінації
| Нагороди і номінації серіалу «Дев'ять життів Нестора Махнао» | Нагороди і номінації серіалу «Дев'ять життів Нестора Махнао» | Нагороди і номінації серіалу «Дев'ять життів Нестора Махнао» | Нагороди і номінації серіалу «Дев'ять життів Нестора Махнао» | Нагороди і номінації серіалу «Дев'ять життів Нестора Махнао» |
| Премія                                                       | Категорія                                                    | Ім'я                                                         | Результат                                                    |                                                              |
| ------------------------------------------------------------ | ------------------------------------------------------------ | ------------------------------------------------------------ | ------------------------------------------------------------ | ------------------------------------------------------------ |
| «Золотой орел», кінопремія 2008 р.                           | Кращий телевізійний серіал (більше 10 серій)                 | Микола Каптан                                                | Номінація                                                    |                                                              |

| Фільми | Це незавершена стаття про кінофільм. Ви можете допомогти проєкту, виправивши або дописавши її. |